# Lutjanus bengalensis
Lutjanus bengalensis là một loài cá biển thuộc chi Lutjanus trong họ Cá hồng. Loài này được mô tả lần đầu tiên vào năm 1790.

## Từ nguyên
Từ định danh được đặt theo tên gọi của khu vực Bengal, nơi mà mẫu định danh của loài cá này được thu thập (–ensis trong tiếng Latinh là hậu tố biểu thị nơi chốn).

## Tình trạng phân loại
Lutjanus octolineatus ban đầu được xem là một đồng nghĩa của L. bengalensis, nhưng đã được công nhận là một loài hợp lệ vào năm 2016; cũng trong nghiên cứu này, một loài mới được mô tả là Lutjanus sapphirolineatus, vốn trước đây được cho là L. bengalensis.

## Phân bố và môi trường sống
L. bengalensis có phân bố rộng rãi, từ Ấn Độ Dương đến Tây Thái Bình Dương. Dựa vào những mẫu vật thu thập đã được kiểm tra, L. bengalensis được xác nhận xuất hiện tại Nam Phi (giới hạn trong KwaZulu-Natal), Seychelles, Indonesia, Malaysia, Philippines và miền nam Nhật Bản (xa về phía bắc đến vùng Kantō; gồm cả quần đảo Ryukyu); các bức ảnh chụp cũng cho thấy loài này tại Mozambique, Madagascar, Kenya, cụm đảo Zanzibar, bãi ngầm Saya de Malha, quần đảo Similan, đảo Đài Loan và bờ nam Trung Quốc.
L. sapphirolineatus được mô tả sau này có phân bố ở đảo Socotra, Oman và Somalia, mở rộng lên vịnh Ba Tư và nhiều khả năng là cả phía nam Biển Đỏ. Do đó, những ghi chép về sự phân bố của L. bengalensis từ vùng Trung Đông rất có thể đã bị nhầm lẫn với L. sapphirolineatus.
Một bức ảnh chụp một đàn cá hồng màu vàng sọc xanh ở quần đảo Raja Ampat, nằm trong nghiên cứu của Allen và Erdmann (2012) được gán danh pháp Lutjanus kasmira, tuy nhiên chúng không có đặc điểm như sọc xám (hoặc phớt đỏ) trên bụng và không có tia vây ngực trên sẫm màu (đặc trưng của L. kasmira) nên có thể đó là ghi nhận cực đông của L. bengalensis.
L. bengalensis sống tập trung gần các rạn san hô và rạn đá ngầm, được quan sát ở độ sâu khoảng 10–30 m.

## Mô tả
Chiều dài cơ thể lớn nhất được ghi nhận ở L. bengalensis là 30 cm. Thân trên màu vàng tươi, thân dưới màu trắng. Bụng đôi khi ánh đỏ, thường chết sau khi chết. Thân trên có 4 sọc màu xanh lam óng viền đen. Vây ngực và vây bụng trắng, các vây còn lại vàng. Mống mắt cũng vàng.
Số gai ở vây lưng: 11; Số tia vây ở vây lưng: 13‒14; Số gai ở vây hậu môn: 3; Số tia vây ở vây hậu môn: 8; Số tia vây ở vây ngực: 16‒17; Số vảy đường bên: 47‒50.

## So sánh
Phức hợp cá hồng vàng sọc xanh bao gồm các loài sau: L. bengalensis, Lutjanus coeruleolineatus, Lutjanus kasmira, Lutjanus notatus và Lutjanus quinquelineatus, sau đó mới thêm vào 2 loài nữa là L. sapphirolineatus và L. octolineatus. Phân tích tiểu đơn vị cytochrome c oxidase I của ty thể giúp xác định tính hợp lệ của từng loài trong phức hợp này.
L. bengalensis là loài chị em gần nhất với L. octolineatus. L. bengalensis chỉ có 11 gai vây lưng, có sọc xanh ở phần trên của nắp mang (tức sọc xanh thứ ba bắt đầu từ trước rìa nắp mang), và không có vảy má dưới mắt; trong khi đó, L. octolineatus có đến 12 gai vây lưng, không có sọc xanh ở phần trên nắp mang và có 1‒2 hàng vảy má ngay dưới ổ mắt.

## Sinh thái
L. bengalensis thường hợp thành những nhóm nhỏ bơi xung quanh mỏm đá và cụm san hô vào ban ngày. Thức ăn của chúng là cá nhỏ hơn và động vật giáp xác.